# Aldisa smaragdina
Aldisa smaragdina is een slakkensoort uit de familie van de Cadlinidae. De wetenschappelijke naam van de soort werd voor het eerst geldig gepubliceerd in 1982 door Ortea, Pérez & Llera.